# Merycopotamus
Il mericopotamo (gen. Merycopotamus) è un mammifero artiodattilo estinto, appartenente agli antracoteridi. Visse tra il Miocene medio e il Pliocene superiore (circa 15 - 3 milioni di anni fa) e i suoi resti fossili sono stati ritrovati in Asia.

## Descrizione
Questo animale, piuttosto simile a un ippopotamo, era in realtà un membro della famiglia degli antracoteridi. Le dimensioni erano piuttosto simili a quelle di un attuale ippopotamo pigmeo (Choeropsis liberiensis). I canini, nei maschi, erano di grandi dimensioni, mentre nelle femmine erano ridotti. Sul cranio era presente una cresta facciale obliqua che raggiungeva una tuberosità facciale marcata; i molari superiori erano dotati di quattro cuspidi ed erano più ampi che lunghi. I premolari superiori erano dotati di una o due cuspidi accessorie sulla cresta distobuccale, mentre quelli inferiori ne avevano una sulla cresta mesiolinguale. La sinfisi mandibolare era marcatamente obliqua, con un margine ventrale concavo, ed era presente un robusto processo angolare sulla mandibola, nonché una profonda fossa vascolare. La mano era dotata di quattro dita.

## Classificazione
Il genere Merycopotamus venne istituito da Falconer e Cautley nel 1847 per accogliere la specie Hippopotamus dissimilis, proveniente dal Miocene/Pliocene dei Siwaliks e descritta dagli stessi due studiosi qualche anno prima. Gli studiosi riconobbero le notevoli diversità morfologiche di questa specie rispetto alle altre attribuite al genere Hippopotamus. La specie tipo, Merycopotamus dissimilis, è nota per numerosi fossili del Miocene superiore - Pliocene inferiore del Subcontinente indiano, ma a questo genere sono state attribuite altre specie: M. nanus, del Miocene medio, e M. medioximus  del Miocene superiore. In Thailandia, in terreni del Miocene superiore, sono stati ritrovati i fossili della specie M. thachangensis. Altri fossili attribuiti a questo genere risalgono alla fine del Pliocene. 
Merycopotamus appartiene alla famiglia più derivata degli antracoteridi, i botriodontini; tra questi, Merycopotamus occupa una posizione ulteriormente derivata; fu l'ultimo antracoteride a estinguersi, ed è il più stretto parente del grande Libycosaurus africano.

## Paleobiologia e paleoecologia
I grandi antracoteri come Merycopotamus e Libycosaurus erano adattati a un habitat acquatico ed erano probabilmente gregari, come gli attuali ippopotami. Possedevano numerose caratteristiche che li rendevano particolarmente adatti a questo habitat: le orbite erano elevate sopra la calotta cranica, le narici esterne erano sulla parte superiore del muso, e il meato uditivo era in posizione elevata. Merycopotamus possedeva inoltre zampe massicce con un'alta densità ossea e un elevato dimorfismo sessuale. Si suppone che questo animale si nutrisse di fogliame, tuttavia la specie M. dissimilis mostra una mandibola molto profonda con una sinfisi allargata, incisivi disposti in una fila dritta e una mascella bassa con una tuberosità facciale sviluppata. Queste caratteristiche si riscontrano in animali attuali che brucano erba; questa dieta sarebbe confermata da studi sull'usura dentaria di Merycopotamus (Lihoreau, 2003).